# Enfonsar la flota
Enfonsar la flota o jugar a barcos és un joc de taula per a dues persones que es pot jugar amb llapis i paper o en versions de tauler. El seu objectiu és endevinar la situació dels vaixells de l'enemic i enfonsar-los indicant-ne les coordenades. Les primeres versions van sorgir a finals del segle xix però es va popularitzar poc després de la primera guerra mundial.
Ha estat utilitzat com a joc educatiu per les seves possibilitats de desenvolupar la capacitat de deducció dels infants i per la facilitat del seu muntatge i aprenentatge de les regles. El seu èxit ha propiciat l'aparició de nombroses variants al llarg del temps i la seva presència a la cultura popular. La pel·lícula Battleship (2012) s'hi inspira directament.

## Desenvolupament del joc
Cada jugador té un tauler quadriculat on col·loca els seus vaixells sense que l'adversari els vegi. Al seu torn, indica una coordenada, que es refereix a l'eix de les ordenades i les abscisses, numerades de l'1 al 10 i amb lletres. Si ha encertat una posició on hi ha un vaixell, l'altra persona indica "tocat" i si no és així, "aigua". Quan s'han dit totes les caselles que corresponen a un vaixell concret, s'indica amb la paraula "enfonsat". Tenint en compte les distribucions possibles cal enfonsar tots els vaixells abans de perdre els propis.
Segons l'edició es permet que els vaixells es toquin pels cantons o cal que estiguin envoltats per aigua per totes les bandes, fet que facilita la seva detecció, perquè un cop enfonsat un vaixell es poden marcar com a "aigua" o buides totes les caselles que l'envolten en totes direccions.

## Vaixells de la versió estàndard
La versió més comuna consta dels següents vaixells:
- 1 portaavions que ocupa 5 caselles seguides
- 2 cuirassats, que ocupa 4 caselles consecutives
- 3 destructors, que ocupen 3 caselles consecutives
- 2 fragates, de 2 caselles en vertical o horitzontal.
- 4 submarins, d'una sola casella

## Variants
Hi ha variants regionals segons el nombre i tipus de vaixells disponibles. Fins i tot existeixen versions, com la japonesa, on els vaixells tenen punts de vida i no queden destruïts al primer tret. El joc consta igualment d'adaptacions electròniques i com a videojoc en diferents suports.
En algunes edicions difereixen a més a més de les naus implicades, les regles bàsiques. Per exemple, en la versió anomenada "Salvo", cada jugador disposa de diverses tirades per torn, i les va perdent a mesura que els seus vaixells són enfonsats, de manera que al mateix temps que cal encertar la flota contrària, és fonamental protegir la pròpia. Tampoc no existeix el terme "enfonsat", així que el jugador pot perdre torns intentant disparar al costat de porcions tocades quan el vaixell ja ha estat destruït.
En la versió anomenada "cega", cada jugador té un nombre fix de trets per torn (usualment tres o cinc) i l'adversari indica el resultat global, per exemple "dues aigües i tres tocats", de forma que augmenta la dificultat de detecció i cal esforçar-se més en la deducció de les posicions de cada vaixell.